# Dapsa ussuriensis
Dapsa ussuriensis là một loài bọ cánh cứng trong họ Endomychidae. Loài này được Nikitsky, Semenov & Audisio in Nikitsky & Semenov miêu tả khoa học năm 2001.